# Aralia merrillii
Aralia merrillii là một loài thực vật có hoa trong Họ Cuồng. Loài này được C.B.Shang mô tả khoa học đầu tiên năm 1985.